# Seerosenartige
Die Seerosenartigen (Nymphaeales) stellen eine der basalen Ordnungen der Bedecktsamer dar. Sie enthalten drei Familien.

## Beschreibung
Es sind krautige, am Grund von Gewässern verankerte Sumpf- und Wasserpflanzen. Je nach Art besitzen sie Unterwasser- und/oder Schwimmblätter. Sie weisen fast nie Tracheen auf. Die Siebröhrenplastiden sind vom S-Typ. Die Blüten sind zwittrig. Alle Blütenorgane sind schraubig angeordnet und meist zahlreich vorhanden.

## Systematik
Zu dieser Ordnung zählen nur drei Familien:
- Haarnixengewächse (Cabombaceae)
- Hydatellaceae
- Seerosengewächse (Nymphaeaceae)